# NGC 7443
NGC 7443 este o galaxie situată în constelația Vărsătorul. A fost descoperită în 3 octombrie 1785 de către William Herschel. Se află la o distanță de 48,21 de megaparseci de Pământ.